# Ky Kiske
Ky Kiske (カイ キスク Kai Kisuku?) es el segundo personaje principal en la saga de videojuegos Guilty Gear, habiendo aparecido en todos los juegos de la saga hasta la fecha. El también es un personaje con una gran cantidad de historia, debido a su involucracion a los eventos anteriores al primer juego. Su rival en la serie es Sol Badguy. Su voz corre a cargo del popular Seiyu, Takeshi Kusao.
Él es tremendamente talentoso como planeador de tácticas, luchas con espadas, y el uso de Magia. En la novela Lightning the Argent se menciona que su habilidad para crear proyectiles de electricidad de su espada Fuuraiken es extraordinaria, siendo que la electricidad es la magia más difícil de controlar. Ky también es un hombre lleno de devoción hacia Dios, siendo su principal propósito mantener la paz y la justicia después de la guerra. Investigar e indagar a sus superiores no está más allá de su jurisdicción si el cree que ellos están decepcionando su concepto de justicia. Él es muy compasivo y caballeroso, por lo que se mantiene en distancia cuando está peleando contra oponentes femeninos. De todas formas, Ky tiene una personalidad difícil: moralmente, el solo ve blanco y negro, y no sombras de grises. Aun así, él está trabajando en corregir esos detalles de su personalidad.

## Perfil e Historia

### Trasfondo
Ky Kiske es el actual capitán de la Fuerza Policiaca Internacional (IPF). Tanto Carismático como bastante talentoso, tanto con el uso de espadas como con la magia, él fue el anterior comandante de La Orden Sagrada de Los Caballeros Sagrados (The Sacred Order of Holy Knights, Seikishidan en japonés) durante la guerra sagrada (2074-2175 AD) en la que combatieron los Seres Humanos y los Gears (el último de ellos bajo el liderazgo del Gear Comandante, Justice).
Huérfano a la edad de 10 años durante la guerra, el conoció al entonces comandante de la Orden Sagrada, Kliff Undersn. Después de eso, Ky volvería después de cinco años de entrenamiento para verlo de nuevo, si él en verdad quería pelear. Cinco años pasaron, y Ky regreso, listo para luchar.
Paso un año, y, debido al retiro de Kliff Undersn, Ky, de tan solo 16 años en ese entonces fue reconocido por su talento, y fue nombrado el nuevo jefe de la Orden Sagrada. Con su nuevo cargo, a él se le dio la Fuuraiken (Thunderseal Sword), uno de los tesoros más sagrados de la Orden Sagrada, y un arma que permitía al que la blandía de manipular el difícil elemento mágico de la electricidad. Muy pronto, él llevó a los caballeros a la victoria y acabó la guerra genocida de 100 años. 
La Orden fue disuelta después de que la Guerra Sagrada finalizó, y cinco años después, Ky entró al IPF. El pronto fue promovido a capitán. De todas formas, él es considerado por sus superiores (quienes eran personas que estaban presentes secretamente en la Guerra Sagrada), como alguien fácilmente manipulable.

## Historia

### Guilty Gear: The Missing Link
Después de que Ky escucha rumores sobre matanzas, enormes premios, y la posible resurrección de Justice, Ky Kiske se incorpora al torneo en el que se seleccionaran los miembros que formaran parte de una segunda Orden de Caballeros Sagrados. 

### Guilty Gear X: By Your Side
Después de oír las últimas palabras de Justice al final de torneo, Ky escucha nuevos rumores, estos son acerca de un nuevo Gear Comandante que no desea lastimar a los humanos. Él se convence a sí mismo de encontrar la verdad tras las últimas palabras que dijo Justice, y a la vez seguir fiel a su propio concepto de justicia.

### Guilty Gear XX: The Midnight Carnival
Después de rescatar al derrotado Gear Comandante Dizzy, y dejarla al cuidado de Johnny, Ky regresa a sus obligaciones normales como capitán de la IPF. Tan pronto regresa a sus actividades, Ky Kiske se da cuenta sobre una nueva conspiración, la cual incluye clones robóticos del mismo, una organización secreta, una mujer vestida de rojo llamada I-No, y su eterno rival, Sol Badguy, así como hacer amistad e incluso iniciar una relación romántica con Jam Kuradoberi.

### Guilty Gear 2: Overture
En esta historia ,la cual es un Spin-off de la cronología normal,se desarrolla varios años después de los acontecimientos de Guilty Gear: The Missing Link, Ky, ahora más maduro y sabio, es el rey de un país llamado Illyria. Sus ropas ahora son diferentes y ya no porta la espada Fuuraiken, si no una nueva espada de tipo medieval con la palabra “AQUILA” inscrita en ella.